# 美木皮瘤蛾
美木皮瘤蛾（学名：Gadirtha pulchra）为瘤蛾科木皮瘤蛾屬下的一个种。